# Gezira (Sudan)
La Gezira (detto anche el-Gezira o el-Geziret propriamente, "l'isola" e cioè al-Jazira in arabo ولاية الجزيرة‎?, Wilāyat al-Jazīra) è uno degli Stati del Sudan.

## Gerografia
Lo Stato è situato tra la confluenza del Nilo Azzurro con il Nilo Bianco (da cui il nome Gezira che in arabo significa "l'isola") nella regione centro-orientale del paese e ha una popolazione di circa 3.6 milioni di abitanti. Ha per capitale la città di Wad Medani. È una zona densamente popolata adatta all'agricoltura.

## Storia
La zona appartiene alla Nubia meridionale ma poco si sa della sua storia nell'antichità e pochi scavi archeologici sono stati condotti in questa zona.
Fece parte del Regno di Alodia per diversi secoli ma con la caduta di esso, all'inizio del XVI secolo divenne il centro del Regno di Sennar dei Funj.

## Economia
La regione ha piantagioni di cotone fin dal 1925, iniziate con l'avviamento del progetto Gezira Scheme. In quel periodo fu anche costruita la Diga di Sennar insieme a diversi canali di irrigazione. Gezira divenne così la più grande zona agricola del Sudan con i suoi 2.5 milioni di acri, vale a dire 10.000 km quadrati di terreno coltivabile. Il progetto iniziale fu d'iniziativa privata ma fu poi nazionalizzato nel 1950.
La produzione di cotone aumentò nel 1970, ma a causa della mancanza d'acqua e del forte incremento della popolazione, le piantagioni di cotone furono abbandonate a vantaggio di coltivazioni di frumento.